# Тюремные тетради

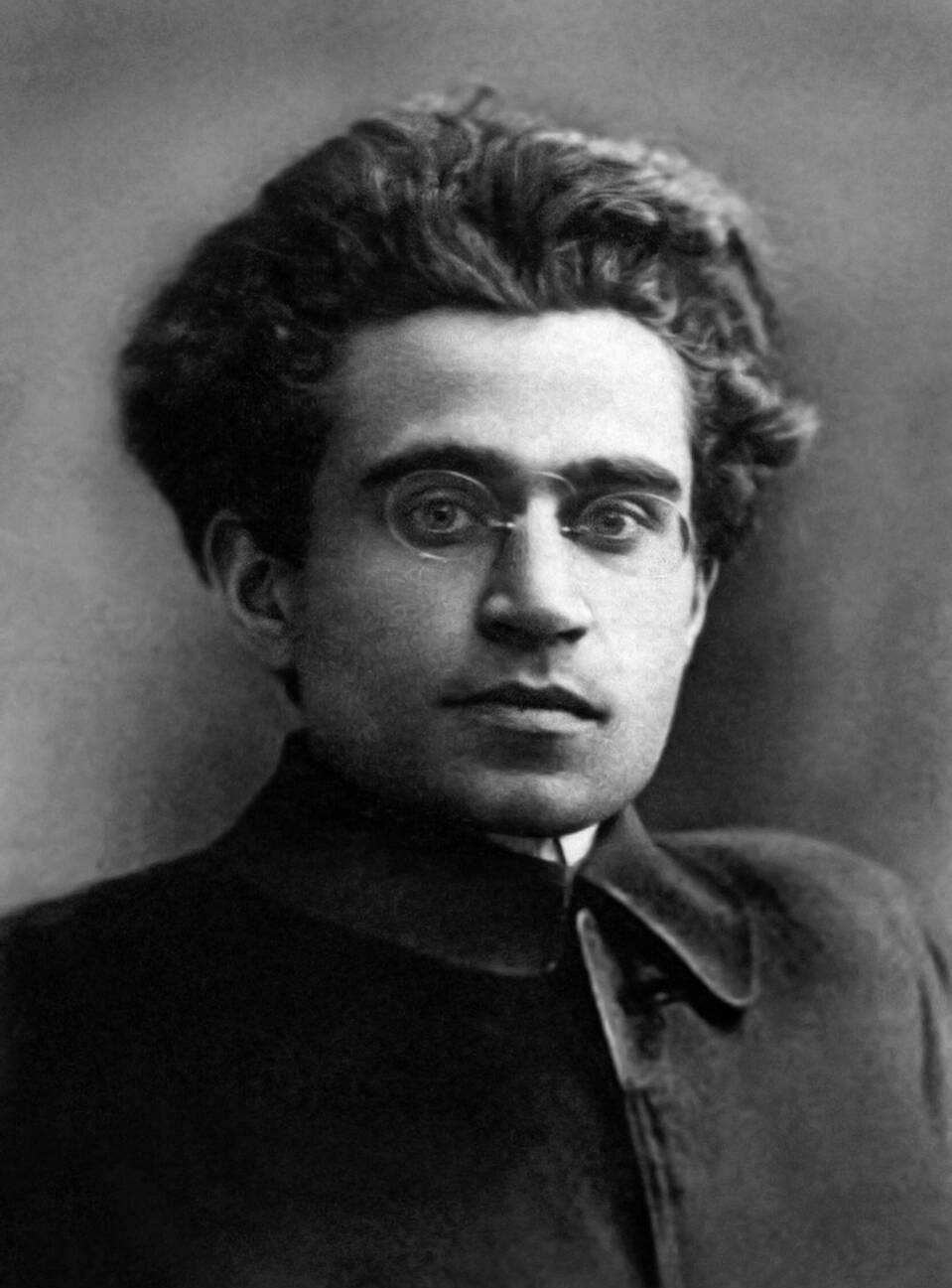
Антонио Грамши.

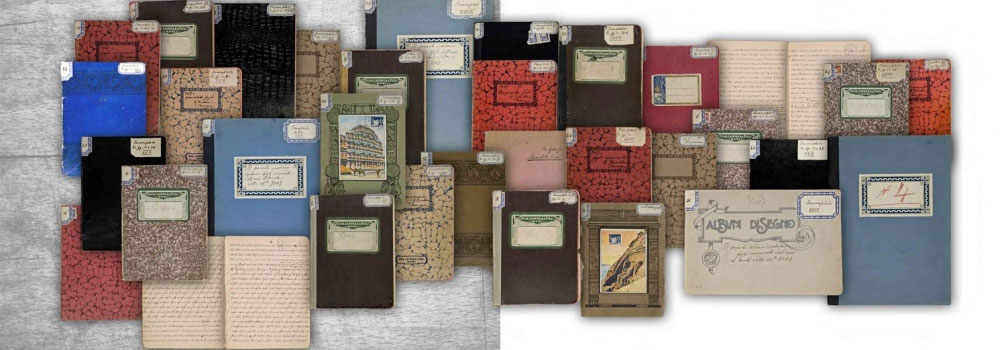
Тюремные тетради.

«Тюремные тетради» (итал. Quaderni del carcere) — основной труд (заметки), написанный итальянским политическим деятелем марксистом Антонио Грамши в период после его ареста в 1926 году и во время пребывания в тюрьме с 1928 по 1937 год. Труд представляет собой сборник работ, посвящённых истории, культуре и политической философии.

## Содержание
Заметки содержат собрание знаний об организации общества, науке и искусстве. Цензура, которой подвергались заметки, заставила автора отказаться от стандартной терминологии марксистского классового анализа.
Грамши подвергает критике упрощённое марксистское понимание общественной структуры, вводя в традиционную схему «базис — надстройка» идеологические факторы. Работы Грамши, созвучные исканиям многих левых философов и культурологов первой половины XX века, стали основой для неомарксизма.
«Тюремные тетради» вошли в список «Сто самых влиятельных книг послевоенного периода», составленный в 1995 году группой известных европейских интеллектуалов.

## История создания
8 ноября 1926 года за революционную деятельность власти арестовали Грамши и сослали на остров Устика. В 1928 году итальянский Специальный трибунал безопасности государства (фашистский трибунал) приговорил его к 20 годам тюремного заключения (затем в результате нескольких амнистий этот срок был сокращён — он истекал в 1937 году). Там были написаны почти три тысячи страниц, составивших ядро творческого наследия Грамши — «Тюремные тетради». Бо́льшую часть заключения Грамши провёл в тюрьме в Тури (около Бари). Кроме родных и близких, Грамши очень помог его друг, экономист Пьеро Сраффа, который на свои деньги покупал книги, нужные Грамши в тюрьме.
Находясь под постоянным надзором тюремщиков, Грамши избегал конкретно-политических примеров, обращался к максимально удаленной истории, говорил языком политических и философских абстракций. Он менял записи местами.
В августе 1931-го Грамши тяжело заболел, и длительные периоды находился в различных тюремных клиниках. Срок заключения Грамши истек 21 апреля 1937 года, а через шесть дней (утром 27 апреля) он умер.

## История издания записей
Имеется несколько изданий «Тюремных тетрадей», где тексты представлены в разном порядке и по-разному скомпонованы. Первое издание контролировал лидер итальянских коммунистов Пальмиро Тольятти, которого потом обвиняли в том, что он подгонял видение Грамши под свое собственное.
В дальнейшем пересмотром тетрадей занимался философ Валентино Джерратана, выходило еще несколько изданий. Самое последнее и самое полное было выпущено в 4-х томах под его редакцией издательством Einaudi в 2007 году (на основе версии 1975 года).
На русском языке, кроме трехтомника (1957—1959), где «Тюремные тетради» занимали один том, вышло еще несколько публикаций, которые дополняют друг друга.

### Список изданий
- Gramsci A. Quaderni del carcere. A cura di V. Gerratana. — Torino, 1975
- Грамши А. Том третий. Тюремные тетради / Грамши А. Избранные произведения в трех томах. — М.: Издательство иностранной литературы, 1957—59.
- Грамши А. Тюремные тетради. Часть первая. — М.: Издательство политической литературы, 1991. ISBN 5-250-00897-6

## Критика
По замечанию Л. Е. Гринина о «Тюремных тетрадях»: «Язык их в связи с условиями написания, жесткой цензурой и тюремными ограничениями, а также особенностями личности самого автора местами довольно непонятен».